# Kviz
Kviz (engl. quiz) predstavlja jednu formu igre u kojoj takmičar ili grupa učesnika pokušava da da tačan odgovor na određena pitanja iz različitih oblasti znanja. Njegovi začeci postojali su još u doba Starog Rima. Sintagma Homo ludens koristi se da bi označila čoveka koji kao biće voli da se igra. Prvim učesnikom nekog kviza u istoriji uslovno se smatra Edip koji je odgovarao na Sfinginu zagonetku.
Sama reč kviz nema neko smisleno značenje. Smatra se da ju je izmislio upravnik pozorišta u Dablinu Ričard Džejms Dali u 18. veku kao rezultat opklade. Naime, postojala je opklada ili konkurs da će onaj ko u roku od 24 časa izmisli novu reč koja će se ustaliti u govoru i ući u engleski rečnik dobiti veliku svotu novca. Dali je dobio opkladu tako što je uposlio skitnice i ulične dokoličare da kada padane mrak išaraju ulice Dablina do tada besmislenom rečju kviz. 
Pored kvizova znanja ili opšte kulture, postoje i takozvani kvizovi ličnosti, gde postoje pitanja sa više ponuđenih odgovora, a koji nisu ni netačni ni ispravni, već im je cilj otkrivanje osobina ispitanika. 
Danas u svetu postoji veliki broj popularnih kvizova, od kojih su najpoznatiji: Želite li da postanete milioner? (engl. Who wants to be a millionaire?), Najslabija karika (engl. The weakest link), Uzmi ili ostavi (engl. Deal or no deal?), Pitanja za šampiona (fr. Question pour un champion), Izazov (engl. Jeopardy), Ruski rulet (fr. Russion roulette), Narod protiv (engl. The people versus), Jedan protiv sto  (engl. 1 Vs. 100) i dr.
Pored ovih, u Srbiji se još emituju: od 1993. godine kviz TV slagalica, a od 2006. godine snima se prvi srpski licencni kviz Visoki napon, čiji je autor istoričar Predrag J. Marković, apsolutni šampion i najmlađi pobednik kviza Kviskoteka u SFRJ.